# (16132) Angelakim
(16132) Angelakim (1999 XH99) – planetoida z pasa głównego asteroid okrążająca Słońce w ciągu 3,8 lat w średniej odległości 2,43 j.a. Odkryta 7 grudnia 1999 roku.